# Can Vilanova
Can Vilanova és un edifici del municipi de la Garriga (Vallès Oriental) inclòs en l'Inventari del Patrimoni Arquitectònic de Catalunya.

## Descripció
És una masia aïllada amb un pati al davant de reduïdes dimensions. El conjunt està integrat per un cos central, el cos principal i per un cos lateral. El cos central és de planta rectangular. Consta de planta baixa i pis. Les façanes són de pedra i estan recobertes amb arrebossat de ciment. La coberta és a dues vessants. El portal d'entrada és de pedra i d'arc de mig punt adovellat. Damunt d'aquest hi ha una finestra conopial. La resta d'obertures són quadrades amb marc de pedra.
A finals del segle XX s'han arrebossat les parets i les cantonades s'han reforçat amb carreus. La família que habita la casa resideix en el cos lateral.